# Коцены

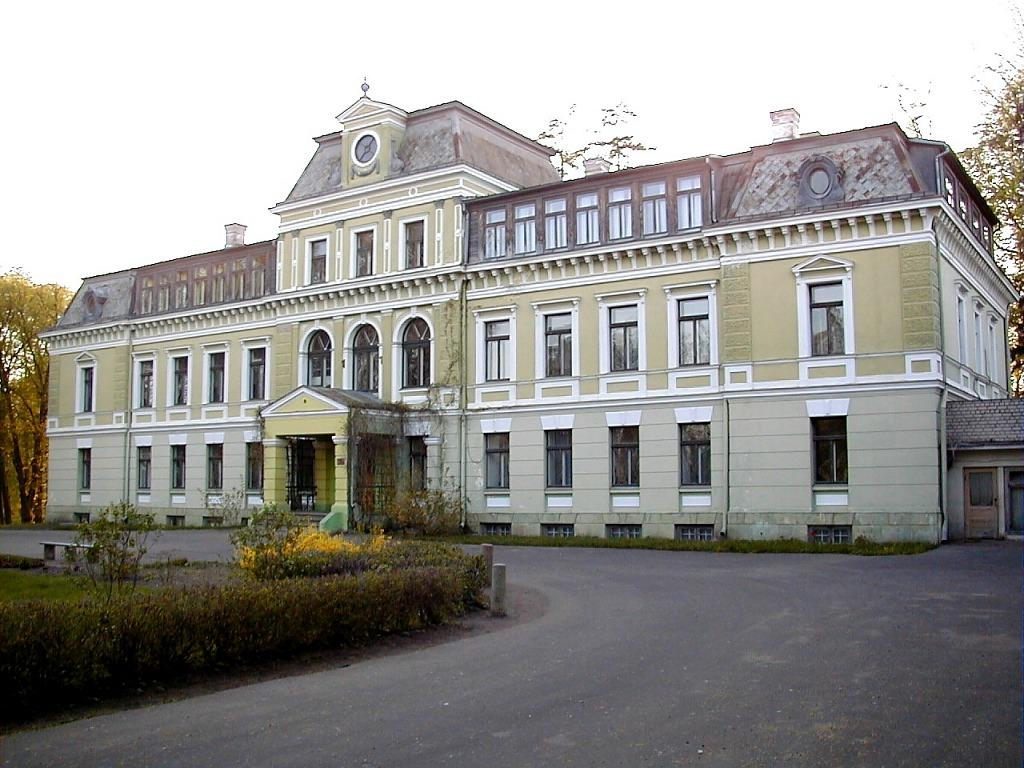
Кокмуйжская усадьба

Ко́цены (латыш. Kocēni) — крупное село на севере Латвии (историко-культурная область Видземе), административный центр Коценской волости и Коценского края.
Село ведет начало от центра бывшего поместья Кокмуйжа (Кокенгоф, нем. Kokenhof). В советское время населённый пункт был центром Коценского сельсовета Валмиерского района. В селе располагался колхоз им. Ленина.
В селе находятся краевая дума и административные учреждения, две библиотеки, основная школа (расположенная в здании Кокмуйжской усадьбы), дом культуры, аптека и дом спорта.